# 蔡沢
蔡 沢（さい たく、? - 紀元前237年）は、中国戦国時代の秦の宰相。剛成君。出身国は燕。 

## 経歴
諸方に遊学して、諸侯に仕官を求めたが用いられなかった。ある時、唐挙という人相見に人相を見てもらうと、唐挙は「先生の寿命は今から43年でしょう」と言った。蔡沢は笑いながら礼を述べて立ち去り「上粱・肥肉を食い、宰相の印綬を結んで君主の前に侍る。こうした富貴が極められれば、あと43年の寿命で充分だ」と言った。
趙に赴くが、趙を追われ、韓・魏に向かう途中、賊に釜や鍋を奪われた。その際、秦の宰相范雎が自分の推薦した鄭安平と王稽が重罪を犯し、范雎が内心慚愧していると聞き、秦に赴いて人をやって范雎に「燕の客人蔡沢は天下きっての俊秀である。秦王に謁見したら、応侯范雎を苦しめ宰相の地位をすぐに奪うだろう」と言わせた。范雎はそれを聞き、蔡沢を召した。蔡沢は「かの商君（商鞅）・呉子（呉起）・大夫種（文種）・白公（白起）らは国家に忠誠で、功は計り知れないのに最期には殺されました。これは范蠡を見習わなかったためです。あなたの功は極まったのに、高位に坐しておられます。どうして宰相の印を帰し、賢者に譲って引退されないのですか」と言った。范雎は「よろしい」と言い、蔡沢を上客として待遇し、彼を昭襄王に推挙した。昭襄王はあらたに蔡沢の計画を採用して、彼を宰相とした。
宰相となって数カ月で自分をそしる者があったので、蔡沢は誅殺されることを恐れて病と称して宰相の印を返上した。のち剛成君と号し、昭襄王・孝文王・秦王政に仕えた。
秦王政8年（紀元前239年）、秦は蔡沢を燕にやった。蔡沢は3年かけて同盟を成功させ、燕は太子丹を人質に送ってきた。